# 習志野分屯基地

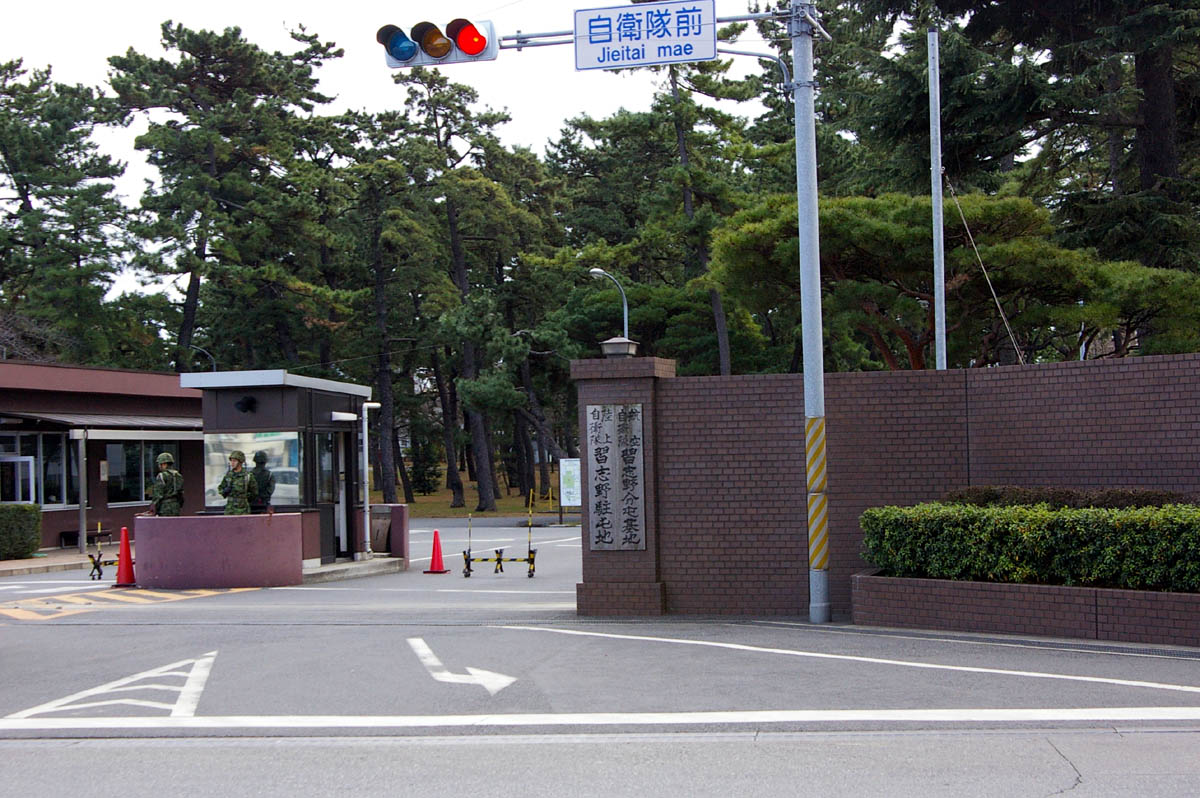
Camp Narashino,JGSDF,Japan.

習志野分屯基地（ならしのぶんとんきち、JASDF Narashino Vice-Base）とは陸上自衛隊習志野駐屯地の敷地内に存在する航空自衛隊の分屯基地である。所在部隊はパトリオットミサイルを運用する中部高射群第1高射隊であり、所在地は千葉県船橋市薬円台三丁目20番1号。

## 概要
習志野分屯基地に所在する第1高射隊は、飛来する敵の航空戦力を長射程の地対空ミサイル（SAM）により遠距離で迎撃することを任務とし、習志野演習場内のミサイル発射地区において、パトリオット器材の運用を行っている。分屯基地司令は第1高射隊長が兼任する。

## 沿革
- 1871年（明治04年）：陸軍練兵場設置。
- 1951年（昭和26年）：陸上自衛隊習志野駐屯地開設。
- 1963年（昭和38年）1月17日：陸上自衛隊第101高射大隊第1中隊創設（第1高射隊の前身）[2]。
- 1964年（昭和39年）4月1日：ナイキシステムが陸上自衛隊から航空自衛隊に移管され、第1高射群第1高射隊が創設される[3]。
- 1971年（昭和46年）6月：ナイキJミサイルに換装[3]。
- 1992年（平成04年）6月：ナイキシステムをペトリオットシステムへ換装[3]。
- 2008年（平成20年）1月：ペトリオットPAC‐3へ換装[3]。
- 2017年（平成29年）3月：市ヶ谷基地に市ヶ谷分遣班設置[3]。